# フレックス (東京都)
フレックス株式会社は、東京都港区に本社を置き、ランドクルーザーとハイエースの新車・中古車をメインとした自動車の販売・買取を行う日本の企業。
その他、医療機関を対象にしたメディカルローン金融事業を扱うローン事業、アイスクリームの専門店ハンデルスベーゲンを運営する飲食事業も展開。

## 概要
1967年の創業以来、柱となる自動車販売事業では専門店「FLEX」を全国42店舗まで拡大させている。「ハイエース」や「ランドクルーザー」などの人気車種に特化しているのが特徴である。
2011年からは店舗数を増やすと共に、買取事業、ローン事業、飲食事業などに力を入れている。

## 沿革
- 1967年（昭和42年） 5月 - 東京都世田谷区三宿にて中古車販売業を創業。
- 1969年（昭和44年）
  - 2月 - 展示場第1号として調布センターを開設。（業界初のひな壇展示方式）
  - 7月 - 西武モータース販売株式会社を東京都練馬区関町に設立。
- 1970年（昭和45年） 柿の木坂センターを開設。
- 1972年（昭和47年）
  - 5月 - 本社を世田谷区等々力に移転。
  - 7月 - ワーゲンセンターを開設。（昭和57年3月フレックスオート世田谷株式会社として独立）
- 1975年（昭和50年） 1月 - 業界初の「18項目リフレッシュシステム」を開始。
- 1978年（昭和53年） 6月 - 横浜センターを開設（昭和56年4月フレックスオート横浜株式会社として独立）
- 1979年（昭和54年） 7月 - 川口センターを開設（昭和56年4月フレックスオート東埼玉販売株式会社として独立）
- 1982年（昭和57年）
  - 2月 - 本社を港区北青山に移転。
  - 7月 - 西武モータース木更津販売株式会社設立。後に株式会社フレックスオート木更津に社名変更。
- 1983年（昭和58年） 9月 - 西武モータース販売株式会社をフレックス自動車販売株式会社に社名変更。
- 1985年（昭和60年） 10月 - 千葉北サービス工場を開設（平成4年4月民間車検指定工場）
- 1990年（平成2年）
  - 7月 - 株式会社ユーノスフレックス（後に株式会社マツダアンフィニー横浜西）を設立。
  - 9月 - カークラブフレックス店（後にフレックスビッグウェーブ）を開設。
  - 12月 - 株式会社フレックスオート東埼玉 レビュー店を開設。
- 1993年（平成5年）
  - 7月 - フォルクスワーゲン、アウディ日本正規ディーラーとしてファーレン調布を開設。
  - 8月 - ブライトセンターを開設。
  - 10月 - 株式会社ホリデークレジットをフレックス自動車販売株式会社へ統合。
- 1997年（平成9年） 10月 - 横浜市西区みなとみらいに本社よりローン事業本部を移設。
- 2004年（平成16年） 1月 - 株式会社フレックスオート世田谷を子会社化。
- 2005年（平成17年） 1月 - ランクルフレックス有限会社を設立。
- 2006年（平成18年） 6月 - カースタジアム経営権（アップル21店舗）を取得。
- 2009年（平成21年） 11月 - 本社ならびに各部署を東京都港区南青山3丁目13番18号 313南青山6階に移転。
- 2011年（平成23年） 1月 - フレックス自動車販売株式会社・アップルジャパン株式会社・ランクルフレックス有限会社を合併し、フレックス株式会社に社名変更。
- 2012年（平成24年） 7月 - アップル7店舗を開設。（野田、熊谷、鳩ヶ谷、大宮、下館、栗橋、行徳の各店）
- 2013年（平成25年） 12月 - 本社ならびに各部署を東京都港区北青山二丁目5番8号 青山OMスクエア6階に移転。
- 2016年（平成28年） 3月 - ハンデルスベーゲン　銀座店オープン。
- 2017年（平成29年）
  - 3月 - カーリノベーション事業「リノカ」スタート。
  - 5月 - 創立50周年記念「感謝の集い」開催。
- 2018年（平成30年） 4月 - 中古車ECサイト「MIKKE」オープン。
- 2020年（令和2年） 
  - 7月 - ハイエース神戸店オープン。
  - 10月 - パーツショップとカスタム工場を併設した新業態『HIACE BASE（ハイエースベース）』スタート。
- 2022年（令和4年） 
  - 3月 - オリジナルキャンピングカーブランド『MOBY DICK（モビーディック）』スタート。

## サービス
- FLEX 自動車サイト - 全国約40店舗を展開するFLEXのウェブサイト
- リノカ - カーリノベーション事業
- MOBY DICK - オリジナルキャンピングカーブランド
- ハイエースベース - ハイエースに特化したパーツショップとカスタム工場を併設した新業態